# مارینه زاکاریان
مارینه زاکاریان (ارمنی: Մարինե Զաքարյան؛ انگلیسی: Marine Zakaryan؛ زاده ۲۴ ژوئن ۱۹۶۹) کارگردان، فیلم‌نامه‌نویس و کارگردان فیلم ارمنستان است. وی از سال ۲۰۰۹ میلادی تاکنون مشغول فعالیت بوده است.

## زندگی‌نامه
وی در ۲۴ ژوئن ۱۹۶۹ در ایروان به دنیا آمد و از دانشگاه دولتی علوم پرورشی خاچاطور آبوویان ارمنستان فارغ‌التحصیل گشت. وی همسر هوهانس گالستیان می‌باشد. 